# Gnizounmè
Gnizounmè est un arrondissement du département de Couffo au Bénin. 

## Géographie
Gnizounmè est une division administrative sous la juridiction de la commune de Lalo.

## Démographie
Selon le recensement de la population effectué par l'Institut National de la Statistique Bénin en 2013, Gnizounmè compte 7 192 habitants.